# Kwam E

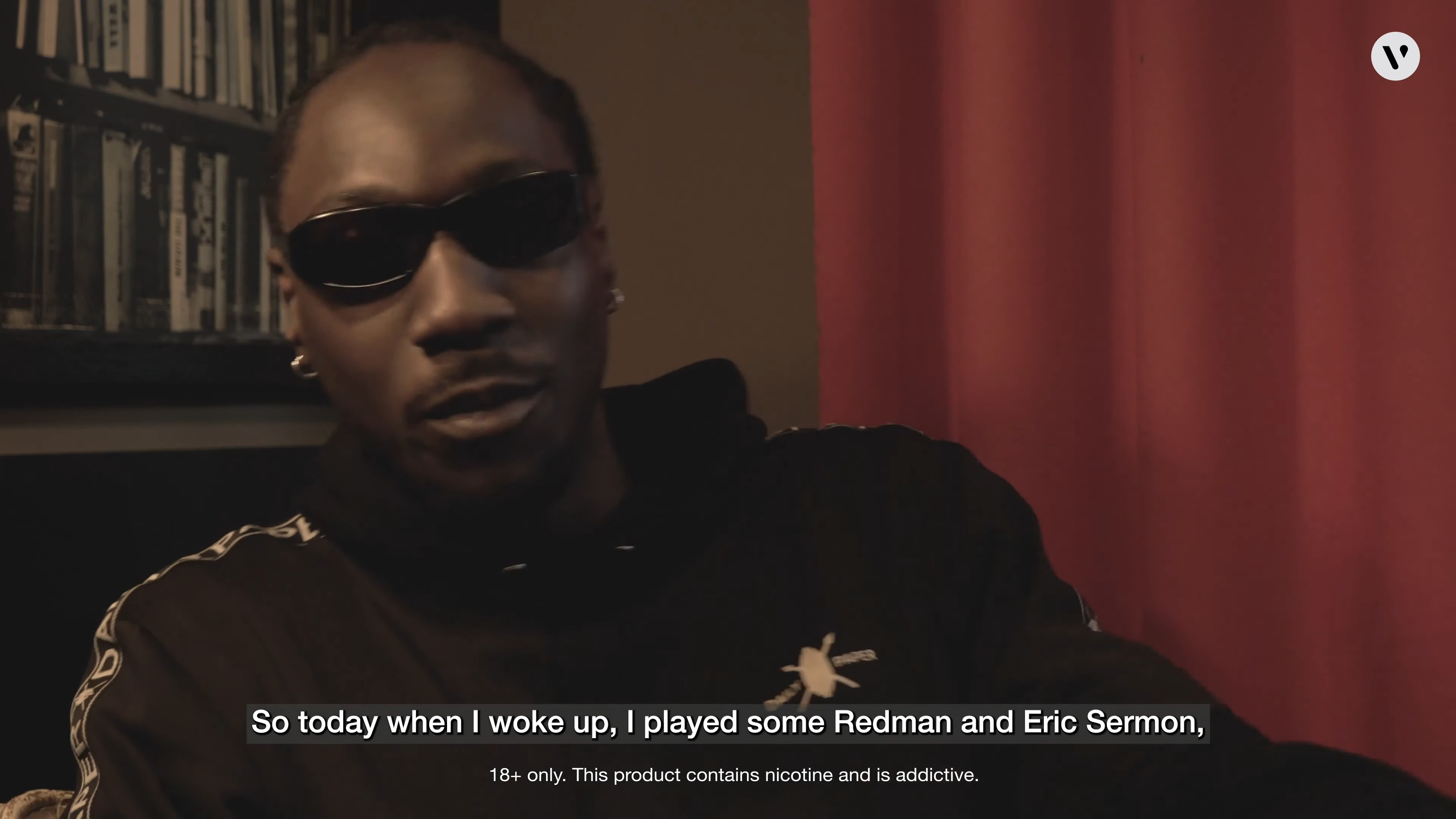
Kwam E (2021)

Kwam E (* 1995 in Hamburg; bürgerlich Lordin Stegemann, stilisiert Kwam.E) ist ein deutscher Rapper.

## Biografie
Lordin Stegemann kam 1995 in Hamburg als Kind ghanaischer Einwanderer zur Welt. Er wuchs im Stadtviertel Mümmelmannsberg auf. Zu seinen frühen Einflüssen gehört der Musikgeschmack seiner deutlich älteren Geschwister. Während seine Schwester sich dabei an R&B orientierte, hörte sein Bruder Musik von Rappern wie 2Pac und hatte auch selber Rapmusik aufgenommen. Mit dreizehn Jahren bekam Kwam E durch einen Zufall davon mit und sein Bruder empfahl ihm sich auch auf dem Gebiet auszuprobieren. Seinen ersten Raptext schrieb er auf das Instrumental von The Day of Old von Paris, das er auf einer CD von DJ Ben Kenobi gefunden hatte. Auf Englisch verfasst, handelte er von der guten alten Zeit, was seinen Bruder veranlasste, ihm zu Authentizität zur raten. In den folgenden Jahren interessierten ihn vor allen Dingen Old-School-Hip-Hop zwischen den 70ern und den 90ern. Mit achtzehn Jahren besuchte er ein Konzert des Rappers Eloquent und präsentierte ihm nach der Show seine Rap-Fähigkeiten, woraufhin dieser ihm die Veröffentlichung eines Videos auf seiner Facebook-Seite anbot. Die positive Resonanz darauf brachte ihn dazu, sich voll und ganz der Musik zu widmen.
Mit einem Featurepart auf dem Song Bist du down? der R&B-Sängerin Ace Tee wurde Kwam E 2016 einer größeren Öffentlichkeit bekannt. Er verbreitete sich vor allen Dingen über YouTube-Empfehlungen. Nachdem Ace Tees Manager Samy Deluxe auf die beiden aufmerksam gemacht hatte, organisierte dieser die Videoproduktion für Es ist Kwam, die erste Single von Kwam E. Kurz darauf lernte er auch Afrob, Shacke One und MC Bomber kennen. Die Instrumentals für seine erste EP produzierte Classic der Dicke, den er bei einem Auftritt kennenlernte. Laut.de beschreibt diese als „sechs Tracks zwischen entspannter Lockerheit, friedlichem Battlerap und deftigem New York-Sound“.

## Diskografie
Studioalben
- 2019: Original Rudeboy, Vol. 1
- 2020: Concrete Cowboys (mit Tom Hengst)
- 2021: Der echte Norden
- 2022: Concrete Cowboys 2 (mit Tom Hengst)

Mixtapes
- 2024: UpNorth Tape vol.1
- 2025: UpNorth Tape vol.2

EPs
- 2017: Tee Time (Ace Tee feat. Kwam E)
- 2018: Whut Da Phunk
- 2019: Original Rudeboy, Vol. 1
- 2019: Izza EP
- 2024: Don't Sleep EP

Singles (Auswahl)
- 2025: Bissu dumm ¿ (Megalodon Remix) (Bonez MC & Nate57 feat. AchtVier, AK 33, AK Ausserkontrolle, Azad, Big Toe, Caney030, Celo & Abdi, Crackaveli, Curse, Dardan, Die P, Eno, Finch, Frauenarzt, Hakan Abi, Haze, Jaill, Jan Delay, Jonesmann, Juju, Kaisa Natron, Kolja Goldstein, Kontra K, Kwam.E, Laas Unltd., LX, Makko, Massiv, MP Freshly, Nizi19, Olexesh, OTW, Reeperbahn Kareem, Sa4, Saliou, Samra, Sido, Silva, Sil3A, Ski Aggu, Tom Hengst, Vega, Veysel, Zined)

## Auszeichnungen
HANS – Der Hamburger Musikpreis
- 2017: „Song des Jahres“ für Bist du down? (Ace Tee feat. Kwam E)[7]